# إسنا

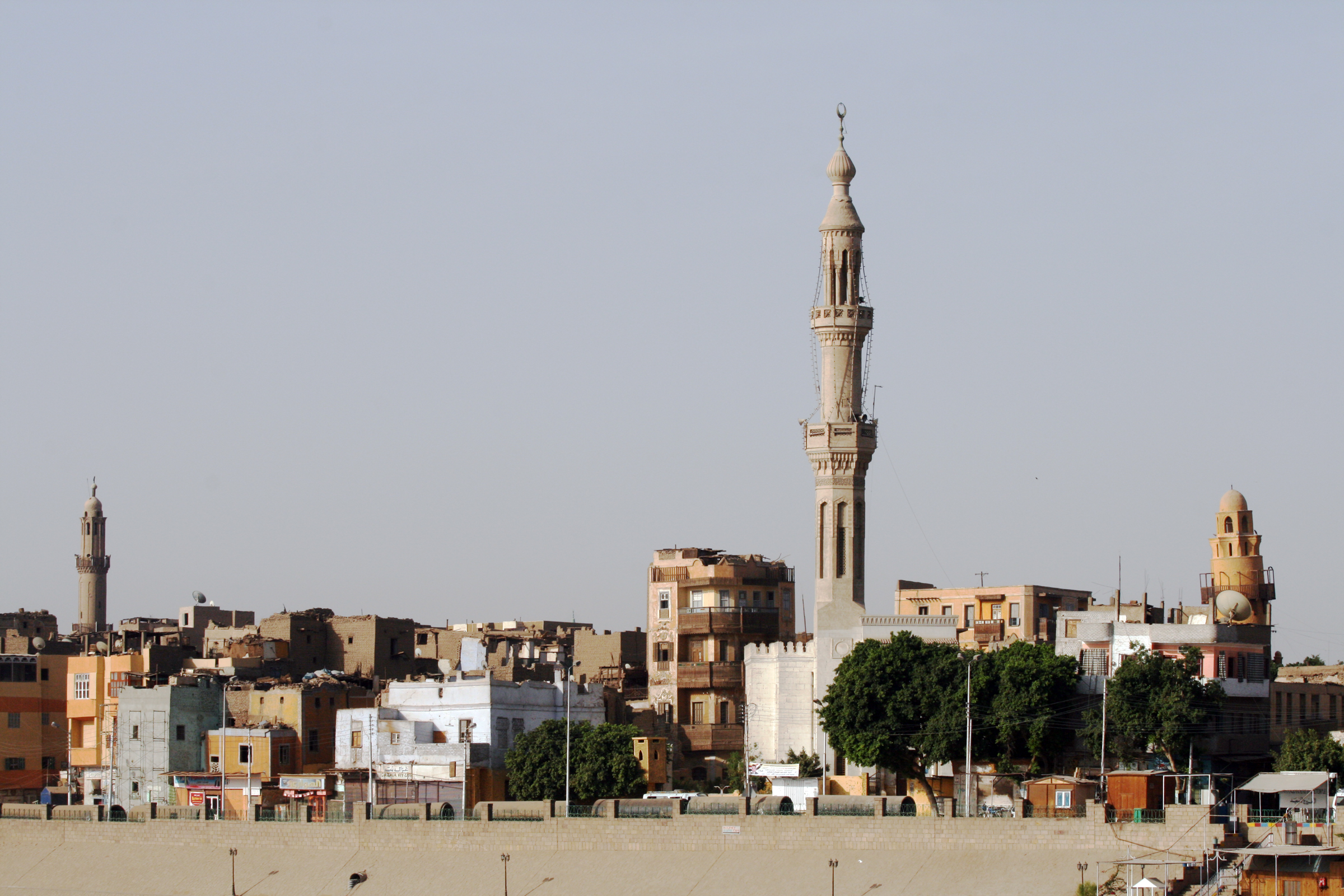

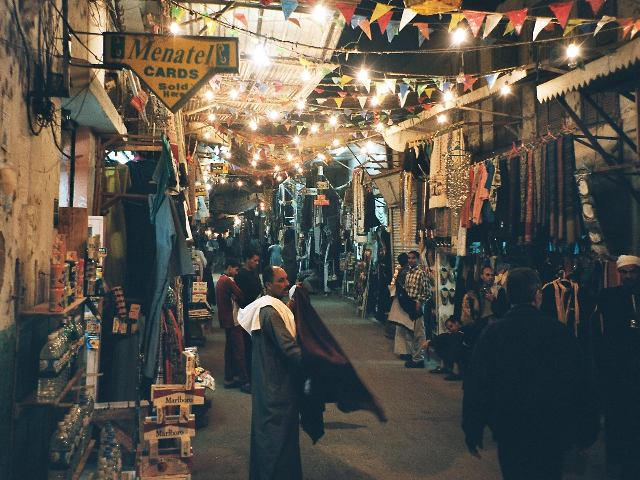
سوق المدينة

إسنا مدينة ومركز رئيسي بمحافظة الأقصر بمصر، تبعد 55 كم جنوب الأقصر على الضفة الغربية لنهر النيل. كان لإسنا عدداً من الأسماء في القدم: أيونيت، تا-سـِنـِت، ولاتوبوليس.

## السياحة

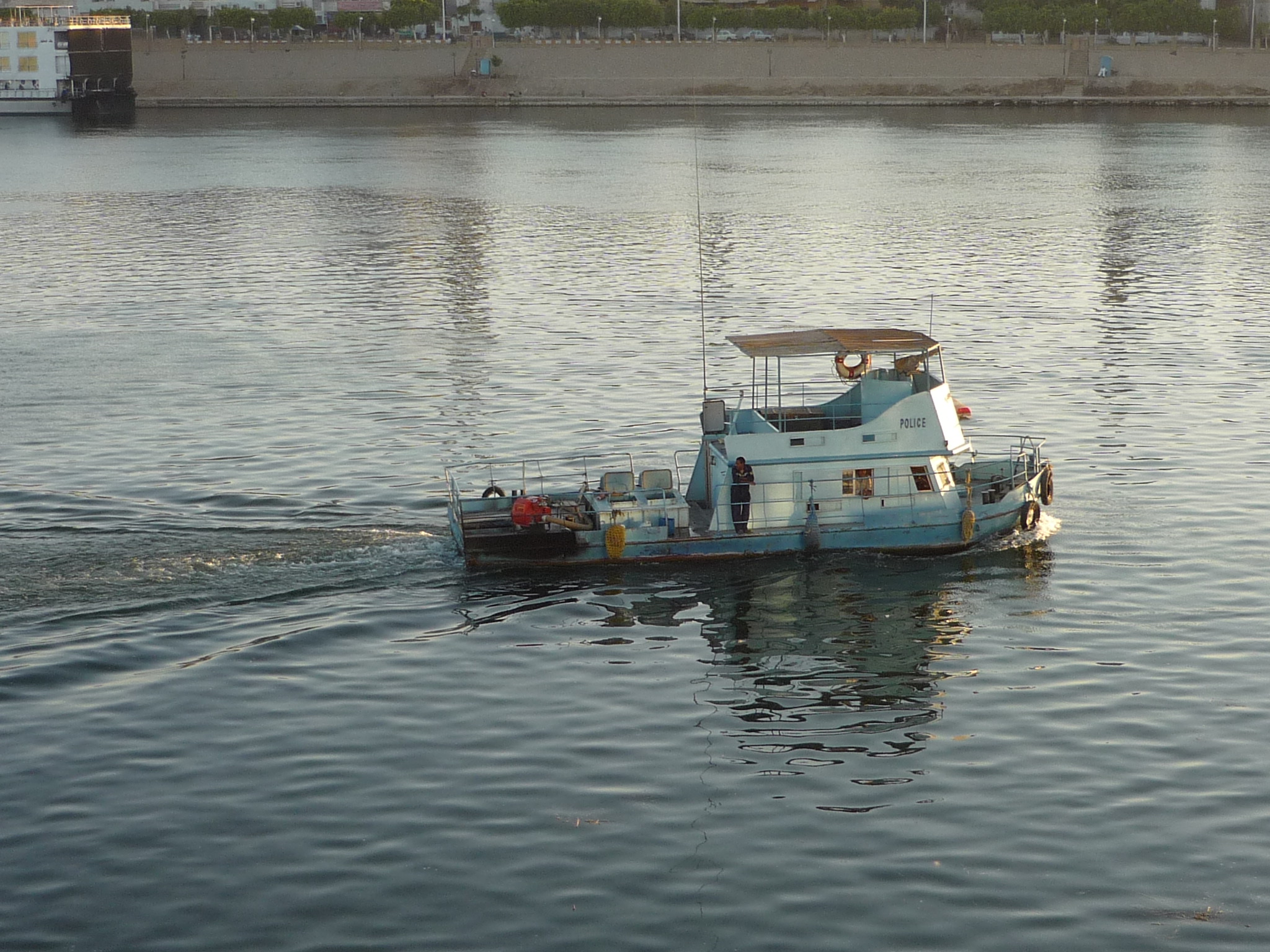
مركب شرطة في نهر النيل بإسنا

معبد خنوم (على الطراز البطلمي) الذي بدأ بناؤه بطليموس السابع واستمر البناء في عهد الرومان (و بالذات كلاوديوس وماركوس أوريليوس اللذان تركا بصماتهما جلية على المعبد). المعبد يقع على مستوى 10 أمتار تحت سطح الشوارع المعاصرة المحيطة به. ولم يتم إزالة الأتربة عن كل المعبد.
وهناك العديد من الآثار المدفونة بجوار العبد ومعبد إسنا واحد من أجمل المعابد في مصر وهو محتفظ بجماله حتى الآن وهو من المعابد التي لها سقف ويتميز بجمال أعمدته واشكالها الزاهية البديعة ويوجد على جدرانه بعض النصوص عن أسرار الحياة وخصص هذا المعبد لعبادة الإله خنوم وهو جسم إنسان ورأس خروف والمعبد جذاب بشكل جميل ويتم النزول إليه بسلّم حديث
بني في الثمانينيات ويرقد أعلى المعبد الحمام الجبلي حيث يوجد بالمعبد مكان مخصص لوقوفه ويوجد في محيط المعبد بعض التماثيل والقبور الخاصة بالفراعنة كما أورد الباحثون آثار لبقايا كنيسة قديمة بالقرب منه .

## الأسواق التجارية

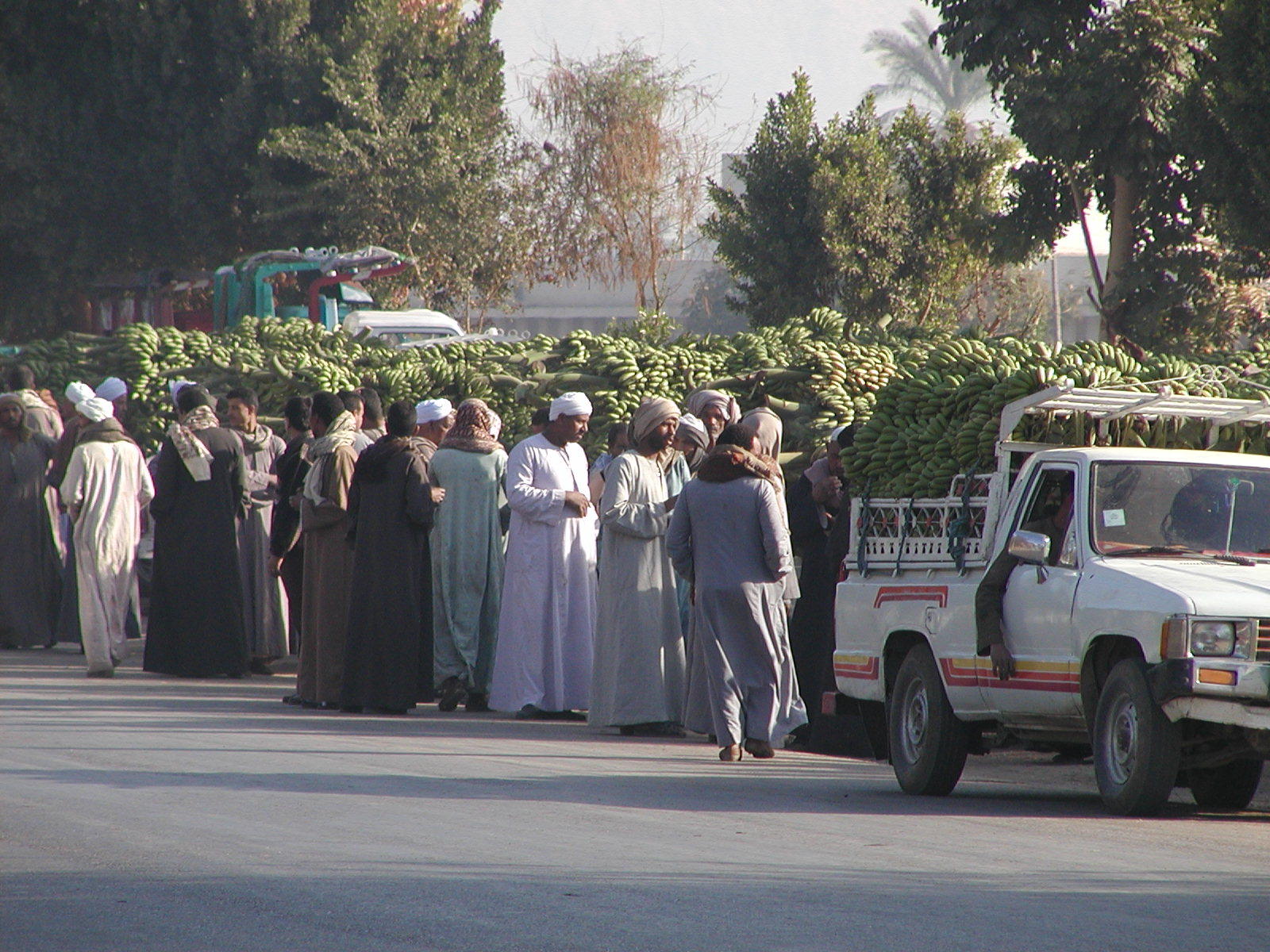
تجارة الموز في إسنا

تعتبر إسنا مركز تجاري هام بالنسبة للقرى والمراكز والمحافظات المحيطة بها وتحتوي على عدد من الأسواق التجارية، وتحتوي إسنا على العديد من الأسواق القديمة ويعد سوق القيسارية من أجمل الأسواق وأعرقها حيث أنه موجود منذ القرن التاسع عشر وربما قبل ذلك ويتميز بأنه سوق مغطى يقع في منطقة إسنا القديمة بالقرب من المعبد وأنشطة هذا السوق متمثلة في بيع الأقمشة وما يتعلق بها وأدوات الخياطة والدكاكين الموجودة به من نفس الدكاكين التي كان يعمل بها أجدادهم محتفظة بتاريخها القديم وهناك أيضا السوق السياحي الذي يبيع كل ما هو نفيس وقيّم وذو منظر خلاب للسياح ومنتجات هذا السوق على الطراز المصري الأصيل وتُباع فيه التحف والأنتيكات الفرعونية للسياح وهي أشياء جميلة تسرّ النظر.
وهناك شارع السويقة القديم ويتميز بأنه مغطى ويحتوي هذا الشارع على الكثير من المحلات التي تمثل كل ما يحتاج إليه الإنسان من الملابس والأقمشة والأحذية وأدوات المطبخ والإكسسوارات ومحلات العطارة والأغذية ويحتوي على عدد من البيوت القديمة التي تمثل طراز فخم لمهارة العامل المصري فهذه البيوت تتميز بجمالها ورونقها وشكلها الجذاب وتتميز بالبساطة والجمال ويعتبر خان الشناقرة وخان الجداوي من الأماكن التجارية التي أوردها ابن بطوطة والدكتورة سعاد ماهر في كتابها آثارنا الإسلامية. وبها أيضا محال تجارية أخرى تتمركز بمنتصف البلد ويستهدفها معظم قاطني القرى القريبة وأيضا البعيدة.

## الآثار

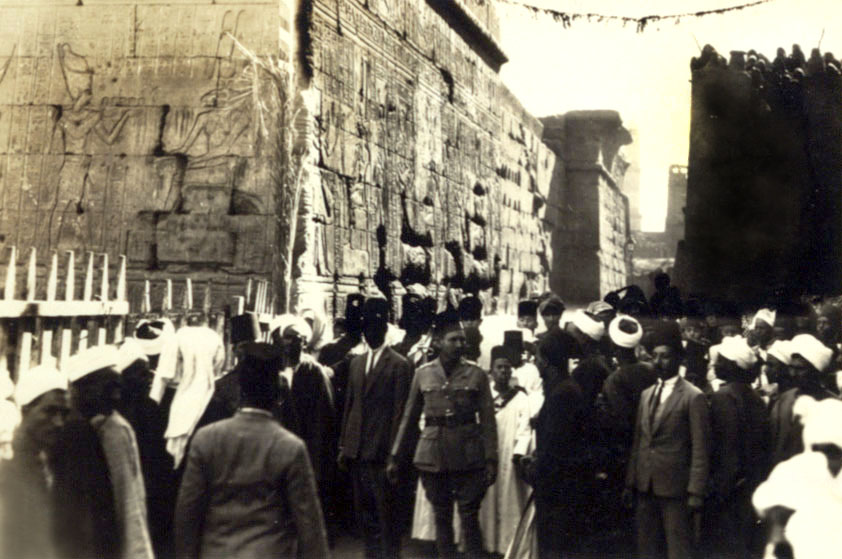
تفقد معبد إسنا في العهد الخديوي

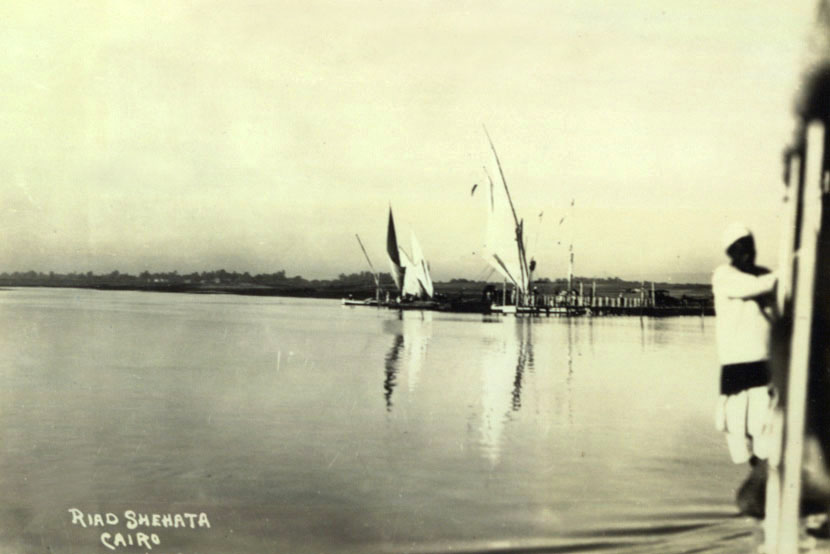
الفلايك بين إسنا والأقصر

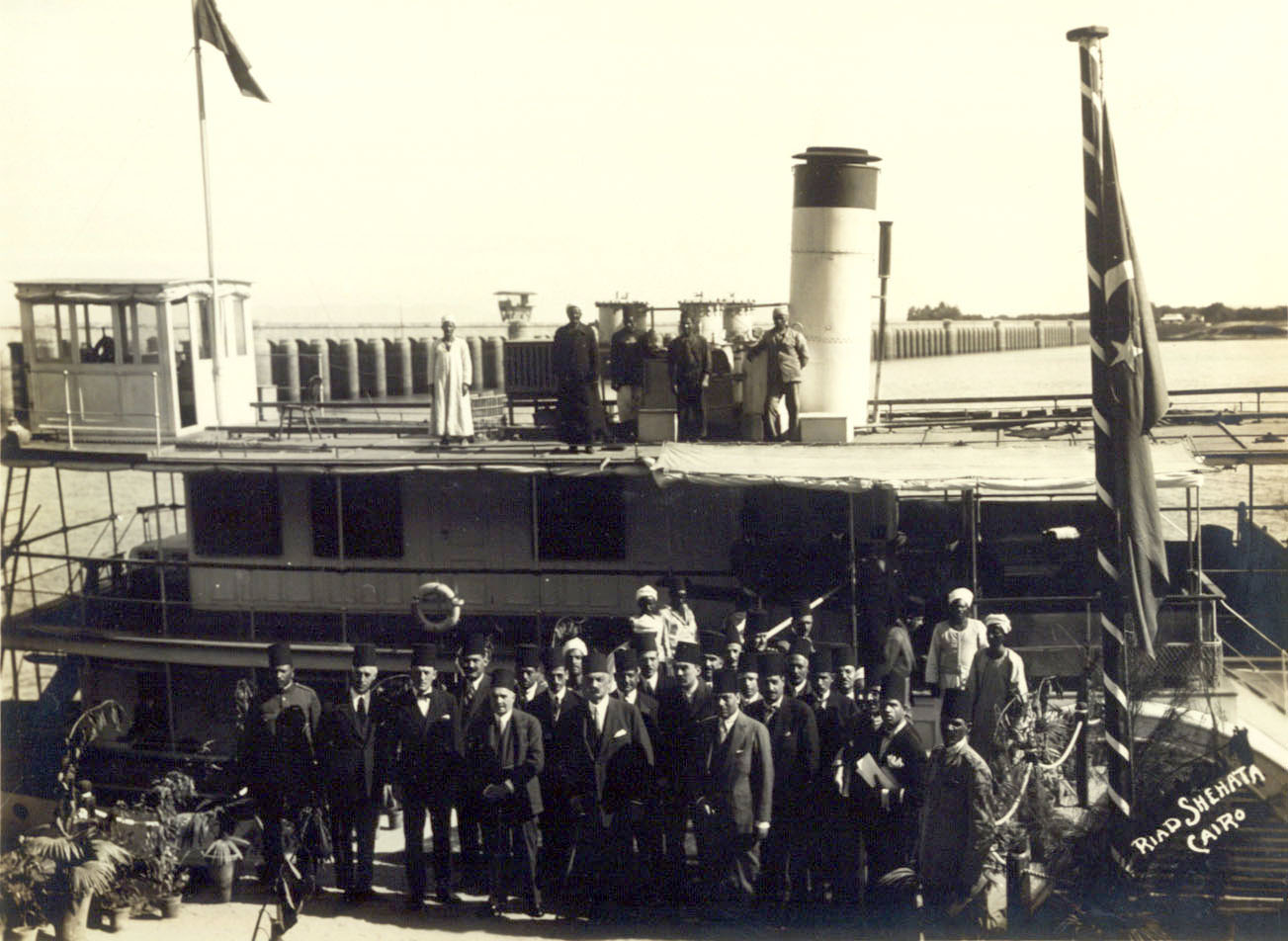
مرسى وقناطر إسنا عند وصول الباخرة «محاسن»

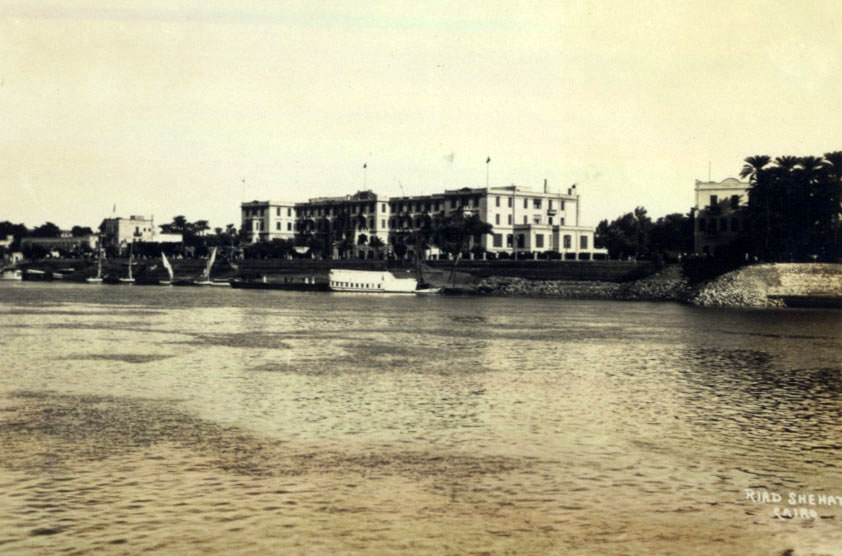
مبان بين إسنا والأقصر

### معبد إسنا
يعد معبد إسنا من أهم المعالم السياحية بمدينة إسنا وهو المعبد الوحيد الباقي من أربعة معابد كانت موجودة في إسنا ثلاث منهم في شمال غرب إسنا في (أصفون – كوم الدير – غرب إسنا) أما الرابع فكان يقع في شرق إسنا (الحلة) وفي عام 1830 تم اكتشاف معبد آخر في كومير جنوب غرب إسنا بحوالي 10 كم إلا أن هذه المعابد قد اختفت منذ القرن الماضي ولم يبقى منها غير ما يدل عليها.
يرجع اكتشاف معبد إسنا وتنظيفه من الرديم إلى عام 1843م أي في أواخر عصر محمد علي باشا ويسبق هذا التاريخ زيارة العالم الفرنسي شامبليون له في عام 1828م الذي ذكر أنه رأى نقوش تحمل اسم الملك تحتمس في هذا المعبد.
يعتقد أن المعبد الحالي أُقيم على أطلال معبد قديم يرجع بدايته إلى عصر الأسرة الثامنة عشر حيث عثر على نقوش تحمل اسم الملك تحتمس عام 1468 – 1436 ق.م الذي جاء ذكر مدينة إسنا باسمها في عهده.
وهناك بحث أثري لم ينشر بعد يذكر أن معبد إسنا يرجع إلى عصر الدولة الوسطى الأسرة الثانية عشر 1991- 1778 ق.م وقد تهدم هذا المعبد وأُعيد بناؤه في العصر الصاوي الأسرة السادسة والعشرين ويرقد معظمه أسفل المنازل الحديثة بإسنا. أما المعبد الحالي فقد بدأ تشييده في عهد الملك البطلمي بطليموس الملقب باسم فيلوميتور أي المحب لأمه.
وقد أضيف إليه في العصر الروماني قاعة أساطين ترجع لعصر الإمبراطور الروماني (كلوديوس) 40م وتمت زخرفة الصالة في عصر كل من فيسيان وتراجان وهادريات وآخر نقوشها ترجع لعهد الإمبراطور دكيوس حوالي سنة 249 – 250م على الجدار الغربي للمعبد أي أن هذا المعبد استمر في بنائه وزخرفتة خلال 400 عام على فترات منفصلة ما بين عام 181 ق.م – عام 250 م

### إله المعبد
يقع معبد إسنا على الضفة الغربية لنهر النيل على بعد 100م تقريباً من نهر النيل ويتعامد رأسياً عليه على محور واحد وتنخفض أرضية المعبد بعمق 9م تقريباً عن مستوى الأرض الحديثة لمدينة إسنا وينزل إليه بسلم حديث.
خصص هذا المعبد لعبادة الإله خنوم مع كل من زوجته منحيت – نيبوت أما الإله خنوم فقد مثل برأس كبش وجسد إنسان ويعرف باسم الإله الفخراني أو خالق البشر من الصلصال وباسم خنوم رع سيد إسنا.
أما الآلهة منحيت فقد مثلت برأس أنثى الأسد ويعلوها قرص الشمس وجسد أنثى وتشبه الآلهة سخمت لهذه القوة.
أما الآلهة نيبوت الزوجة الثانية لخنوم ويعني اسمها سيدة الريف وقد مثلت بهيئة أدمية على شكل سيدة يعلو رأسها قرص الشمس بين قرنين وهي هنا تشبة الآلهة إيزيس في هيئتها.

### وصف معبد إسنا
معبد إسنا عبارة عن صالة مستطيلة الشكل ذو واجهة ذات طراز معماري خاص بعمارة المعابد المصرية القديمة في العصري اليوناني والروماني ويحمل سقفها 24 أسطوانة بارتفاع 13م ومزخرفة بنقوش بارزة ذات تيجان نباتية متنوعة.
وتعتبر هذه القاعة (الصالة) من أجمل صالات الأعمدة في مصر على وجه العموم من حيث تماثل النسب وطريقة نحت تيجان أعمدتها وبقائها في حالة جيدة من الحفظ وتتميز واجهة المعبد بحوائط نصفية أو ساترية لكي تستر المعبد وتحافظ على أسرار الطقوس التي كانت تؤدى بداخله وقسمت جدرانه الداخلية والخارجية إلى سجلات أو صفوف أربعة بكل سجل منظر متكامل بذاته وتمثل مناظر المعبد بصورة عامة الملوك البطالمة في الجدار الغربي والأباطرة الرومان في هيئات فرعونية وهم يقدمون الهبات والقرابين والزهور المقدسة لآلهة المعبد (خنوم – منحيت – نيبوت) وآلهة أخرى مثل (مين – سوبك – صخور – إيزيس)
والمناظر الداخلية للمعبد تتعلق أغلبها بالديانة والعقيدة في تلك الفترة وتتكون من مؤلفات دينية ونصوص عن خلق العالم وأصل الحياة بالإضافة إلى التضرعات والتراتيل الدينية وأعياد الإله خنوم ومناظر فلكية ومناظر تأسيس المعبد ومناظر سحرية تمثل صيد وقتل الأرواح الشريرة وهزيمة الأعداء.

### أهم مناظر المعبد
يبدأ المعبد بواجهة ذات طراز معماري شاع في العصور المتأخرة يعرف باسم الأعمدة المتصلة أو الحوائط النصفية ويحلي الجزء الجنوبي من الواجهة بمناظر تمثل خروج الإمبراطور (تيتوس) في هيئة فرعونية من قصره حاملا رموز إلهية أربعة للإله «خنوم – تحوت – حورس – أنوبيس» إله التحنيط ثم يليه منظر يمثل عملية تطهير الإمبراطور بواسطة الإلهين حورس – تحوت بأواني التطهير وبعلامات الحياة أمام الإله خنوم ثم منظر قيادة إلهيّ الشمال والجنوب للإمبراطور إلى داخل المعبد والناحية الشمالية تمثل مناظر تتويج الإمبراطور.
في الواجهة الغربية (مدخل المعبد القديم) نجد في أعلاها منظر رئيسي يمثل الإله خنوم برأس كبش وجسد إنسان بالزي الإلهي داخل قرص الشمس سيد إسنا ويعني هذا المنظر أن الإله خنوم محمي من قبل الإله رع .

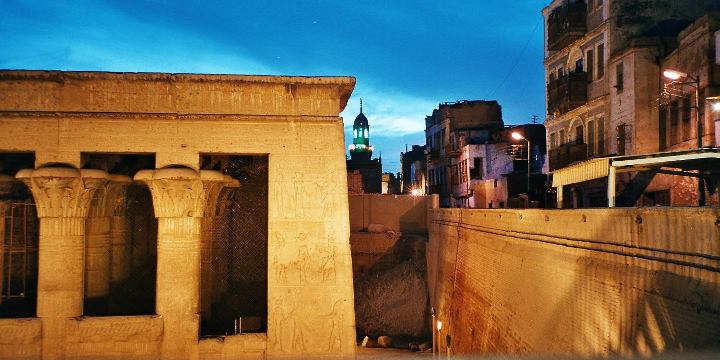
شمس الأصيل فوق المعبد

- جاليري منحوتات معبد إسنا

### المساجد

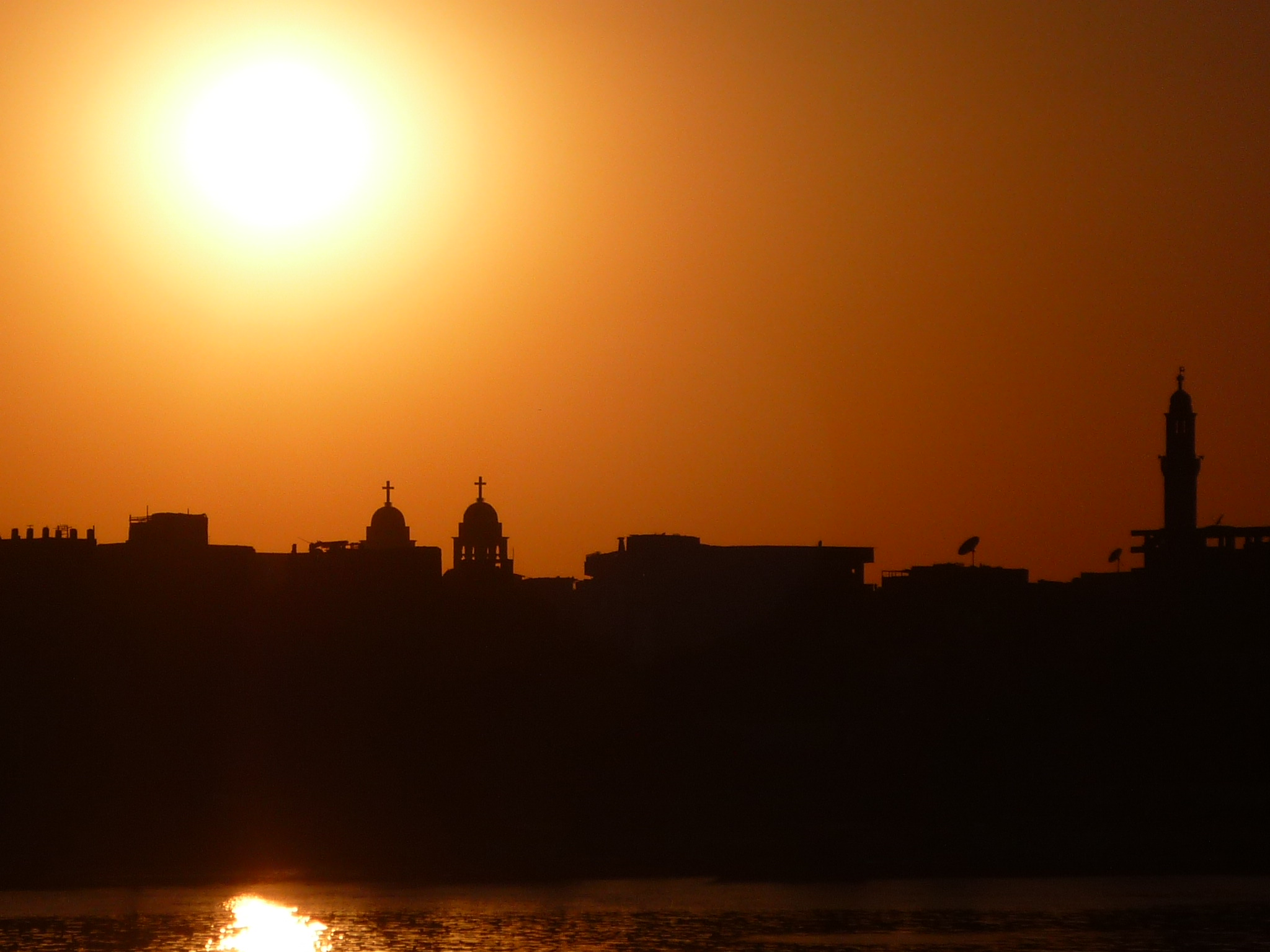
مآذن وأبراج كنائس إسنا

يوجد بإسنا العديد من المساجد القديمة والأثرية ذات الرونق الخاص والأشكال الجميلة وتعتبر إسنا من أول البلاد التي أسلمت بعد الفتح الإسلامي لمصر وبفضل هذه المساجد تخرج العلماء في كافة مجالات الحياة وتعد المئذنة العمرية من أقدم المآذن في تاريخ مصر وتتميز بالشكل الجميل وأصالة التاريخ وعلم العمارة وهي شاهد تاريخي على أن المسلمين من عظماء التاريخ وأجري لها ترميم وتثبيت بالأرض بعد زلزال عام 1992.
- المسجد العمري هو أول مسجد بُني في مدينة إسنا والذي تنتمى إليه المأذنة العمرية وسمي بالمسجد العمري نسبة إلى عمرو بن العاص عندما فتح المسلمون مصر ولأنه بني في عهد الفتح الإسلامي وبعد فتح مدينة إسنا ودخول الإسلام إليها وقد تم هدمه وإعادة بنائه مرة أخرى على الطراز الحديث إلا أنه تم الإبقاء على المأذنة على وضعها القديم دون المساس بها وقد سمي بعد إعادة بنائه بالمسجد العتيق والجامع الكبير
- مسجد الخن وهو من أقدم وأعرق المساجد في إسنا ويقع في منطقة وسط البلد ويتميز بمساحته الكبيرة وبُني أكثر من مرة وتم إجراء ترميم وتوسعة له في نهاية التسعينات ومن أشهر خطبائه الشيخ الراحل عبد الوهاب صالح، ويأتي الفقهاء من كل مكان ليلقوا الدروس في هذا المسجد.
- مسجد السلايمة من أقدم المساجد ويتميز بجمال مئذنته.
- مسجد الصاوي من أقدم المساجد ويتميز بجمال مئذنته ويقع بشارع السويقة وهو من أجمل المساجد من الداخل.
- مسجد آل حزين يحتوي على مئذنة جميلة، مسجد الإسراء من أجمل وأحلى المساجد في مصر يتميز يشكل جميل ومغطى من الخارج بالطوب الفرعوني ويحتوي من الداخل على نقوش جميلة وعلى ثرية نحاسية جميلة.
- مسجد المجمع الإسلامي ويحتوي المسجد علي عدة أقسام منها ما هو متعلق بالطب ومنها ما هو متعلق بالتعليم وأيضا مكتب بريد وبعض المحلات التجارية ويوجد بكل قرية من قرى إسنا العديد من المساجد مثل مسجد الإدريسي بالدير نسبة إلى الشريف أحمد بن إدريس الذي مكث فيه فترة من الزمن ونسب المسجد إليه.

### الكنائس
كنيسة العذراء مريم والأم دولاجي ويوجد مزاران إحداهما باسم الفلاحون الثلاث الشهداء والآخر باسم الشهيدان بطرس وبولس كما يوجد اثنان من أقدم الأديرة وهما دير القديس «متاؤس الفاخوري» نسبة إلى عمله في صناعة الفخار وهذا الدير يقع بمنطقة توماس، ويسكنه الرهبان الأرثوذكس، أمّا الدير الثاني فهو باسم الشهداء نسبة إلى شهداء مدينة إسنا من المسيحيين حيث قتلهم أريانوس الوالي لأنهم رفضوا التبخير والسجود للحجارة (الأصنام) وكان عددهم 160 ألف شخص مع أسقف الأنبا أمونيوس والكنيسة الإنجيلية المشيخية وكنيسة الكاثوليك.

## الحدائق والمتنزهات
تحوي إسنا العديد من المنتزهات والحدائق التي تتميز بإطلالها على نهر النيل مباشرة مثل حديقة الخالدين التي تتوسط المسافة بين قناطر إسنا القديمة والجديدة، والحديقة الدولية وتقع على بعد أمتار شمال قناطر إسنا الجديدة وقد تم تجديدها بالكامل وافتتاحها مع هاويس القناطر الإضافي.
إلى جانب حديقة الكامب أو ما يعرف بالنادي الإيطالي والتي تقع على الضفة الشرقية لنهر النيل في منطقة الري
وتتميز هذه الحديقة عن غيرها بأنها تتيح للمتواجد بها رؤية مشهد بانورامي لكلا من القناطر الجديدة والقديمة ومدينة إسنا معا.
كما أنها تحوي العديد من المقاهي السياحية على امتداد شارع البحر وتتميز بإطلالها على النيل .
ويستطيع المتواجد بإسنا رؤية النيل من كامل زواياه خاصةً بعد تحويل القناطر القديمة إلى منتزه مفتوح وإضافة المقاعد الرخامية إليه، جدير بالذكر أنه قد تم منع عبور السيارات على قناطر إسنا القديمة.

## من أعلامها
- محمود توفيق سعد.

## الملاحظات
1. ↑  لايجب الخلط بينه وبين اسم مدينة أخرى اسمها ليتوبوليس وهي مدينة أوسيم الحالية.